# Nebojša Vignjević
Nebojša Vignjević (in serbo Небојша Вигњевић?; Belgrado, 15 aprile 1968) è un allenatore di calcio ed ex calciatore serbo.

## Palmarès

### Calcio

#### Allenatore

##### Club
- Campionato montenegrino: 1

Rudar Pljevlja: 2009-2010
- Coppa del Montenegro: 2

Rudar Pljevlja: 2009-2010, 2010-2011
- Coppa d'Ungheria: 2

Újpest: 2013-2014, 2020-2021
- Supercoppa d'Ungheria: 1

Újpest: 2014

##### Individuale
- Allenatore dell'anno del campionato montenegrino: 1

2010